# Mamuka Bakhtadze
Mamuka Bakhtadze (în georgiană მამუკა ბახტაძე; n. 9 iunie 1982, Tbilisi, Republica Sovietică Socialistă Gruzină) este un politician georgian, care a deținut funcția de prim-ministru al Georgiei din 20 iunie 2018 până în 2 septembrie 2019. Bakhtadze și-a anunțat oficial demisia prin intermediul Facebook. Anterior, el a deținut funcția de ministru de finanțe (2017-2018) și, înainte de aceasta, director executiv al Georgian Railway (2013-2017).

## Viața politică
Cabinetul propus de Bakhtadze a câștigat votul de încredere al parlamentului, cu 99 de voturi pentru și 6 împotrivă pe 20 iunie 2018. Cabinetul a fost reconfirmat cu 101 voturi pentru și 12 împotrivă de către parlament pe 14 iulie, după ce a aplicat reforme structurale în ministere. Bakhtadze a promis să continue integrarea euro-atlantică a Georgiei și să pună în aplicare „reforme fundamentale și inovatoare”. Numirea lui Bakhtadze a fost puternic criticată de către opoziția parlamentară, mai ales Evropuli Sakartvelo și Ertiani Natsionaluri Modzraoba.
Bakhtadze a prezentat diverse planuri de reformă economică și politică în 2018, precum cele din sistemul de învățământ și legate de economia verde, inclusiv transportul nepoluant. A fost implicat în campania de susținere a candidaturii prezidențiale a lui Salome Zourabichvili și a salutat alegerea ei drept o „victorie a democrației” în noiembrie 2018.
În perioada cât a fost prim-ministru, la 15 aprilie 2019, Mamuka Bakhtadze a efectuat o vizită oficială în România, unde s-a întâlnit cu prim-ministrul Viorica Dăncilă și cu președintele Klaus Iohannis. Tot atunci a vizitat Mănăstirea Antim din București, ctitorită de mitropolitul Antim Ivireanul, georgian de origine, și a depus flori la statuia mitropolitului aflată în fața mănăstirii. Bakhtadze a efectuat, de asemenea, o vizită oficială în Republica Moldova la 5 octombrie 2018, întâlnindu-se cu prim-ministrul Pavel Filip.
Pe 2 septembrie 2019, Bakhtadze a demisionat din funcția de prim-ministru. Într-o scrisoare pe care a publicat-o pe Facebook a declarat că „am decis să demisionez pentru că eu cred că mi-am îndeplinit misiunea în acest moment”.